# Сакакура Юдзі
Юдзі Сакакура (яп. 阪倉 裕二, нар. 7 червня 1967, Йоккаїті) — японський футболіст, що грав на позиції захисника.
Виступав за клуби «ДЖЕФ Юнайтед», «Нагоя Грампус» та «Бруммель Сендай», а також національну збірну Японії,, у складі якої став чемпіоном Азії.

## Клубна кар'єра
У дорослому футболі дебютував 1990 року виступами за команду «Фурукава Електрік», яка з 1992 року, зі створенням Джей-ліги, була перейменована у «ДЖЕФ Юнайтед». Загалом відіграв за команду з Тіби п'ять сезонів своєї ігрової кар'єри.
Протягом 1995 сезону року захищав кольори клубу «Нагоя Грампус», з якою став володарем Кубка Імператора.
Завершив професійну ігрову кар'єру у клубі «Бруммель Сендай», за який виступав протягом 1996—1997 років.

## Виступи за збірну
1990 року дебютував в офіційних матчах у складі національної збірної Японії. 
У складі збірної був учасником кубка Азії з футболу 1988 року у Катарі, та кубка Азії з футболу 1992 року в Японії, здобувши того року титул переможця турніру.
Протягом кар'єри у національній команді, яка тривала усього 2 роки, провів у формі головної команди країни 6 матчів.

## Тренерська кар'єра
Після завершення ігрової кар'єри з 1999 по 2004 рік працював у тренерському штабі «Йокогами», а 2001 року навіть в одному матчі чемпіонату був виконувачем обов'язків головного тренера.
Після цього з 2005 по 2007 рік працював з юнацькою (U-18) командою клубу «Кіото Санга».
З 2008 року працював з командою «Тотігі», де спочатку був у тренерському штабі першої команди, у сезоні 2012 року очолював молодіжну команду, після чого повернувся на попередню роботу, а у 2014–2015 роках очолював першу команду.
З початку 2016 року працює у тренерському штабі клубу «Сімідзу С-Палс».

## Статистика

### Клубна
| Чемпіонат | Чемпіонат            | Чемпіонат | Ліга | Ліга | Кубок            | Кубок            | Кубок ліги      | Кубок ліги      | Всього | Всього |
| Сезон     | Клуб                 | Ліга      | Ігри | Голи | Ігри             | Голи             | Ігри            | Голи            | Ігри   | Голи   |
| Японія    | Японія               | Японія    | Ліга | Ліга | Кубок Імператора | Кубок Імператора | Кубок Джей-ліги | Кубок Джей-ліги | Всього | Всього |
| --------- | -------------------- | --------- | ---- | ---- | ---------------- | ---------------- | --------------- | --------------- | ------ | ------ |
| 1990/91   | «Фурукава Електрік»  | ЯФЛ       | 20   | 0    |                  |                  | 5               | 0               | 25     | 0      |
| 1991/92   | «Фурукава Електрік»  | ЯФЛ       | 12   | 1    |                  |                  | 1               | 0               | 13     | 1      |
| 1992      | «ДЖЕФ Юнайтед»       | Джей-ліга | -    | -    |                  |                  | 9               | 0               | 9      | 0      |
| 1993      | «ДЖЕФ Юнайтед»       | Джей-ліга | 25   | 0    | 0                | 0                | 0               | 0               | 25     | 0      |
| 1994      | «ДЖЕФ Юнайтед»       | Джей-ліга | 8    | 0    | 0                | 0                | 2               | 0               | 10     | 0      |
| 1995      | Nagoya Grampus Eight | Джей-ліга | 18   | 0    | 0                | 0                | -               | -               | 18     | 0      |
| 1996      | Brummell Sendai      | ЯФЛ (ІІ)  | 26   | 0    | 3                | 0                | -               | -               | 29     | 0      |
| 1997      | Brummell Sendai      | ЯФЛ (ІІ)  | 26   | 0    | 2                | 0                | 5               | 0               | 33     | 0      |
| Країна    | Японія               | Японія    | 135  | 1    | 5                | 0                | 22              | 0               | 162    | 1      |
| Всього    | Всього               | Всього    | 135  | 1    | 5                | 0                | 22              | 0               | 162    | 1      |

### Збірна
| Збірна Японії | Збірна Японії | Збірна Японії |
| Роки          | Ігри          | Голи          |
| ------------- | ------------- | ------------- |
| 1990          | 5             | 0             |
| 1991          | 1             | 0             |
| Всього        | 6             | 0             |

## Досягнення

### Збірна
- Володар Кубка Азії: 1992

### Командні
- Володар Кубка Імператора: 1995